# Rue Léonce-Reynaud
La rue Léonce-Reynaud est une voie du 16e arrondissement de Paris, en France. .

## Situation et accès
La rue Léonce-Reynaud est une voie publique située dans le 16e arrondissement de Paris. Elle débute au 5, avenue Marceau et se termine au 10, rue Freycinet.

## Origine du nom

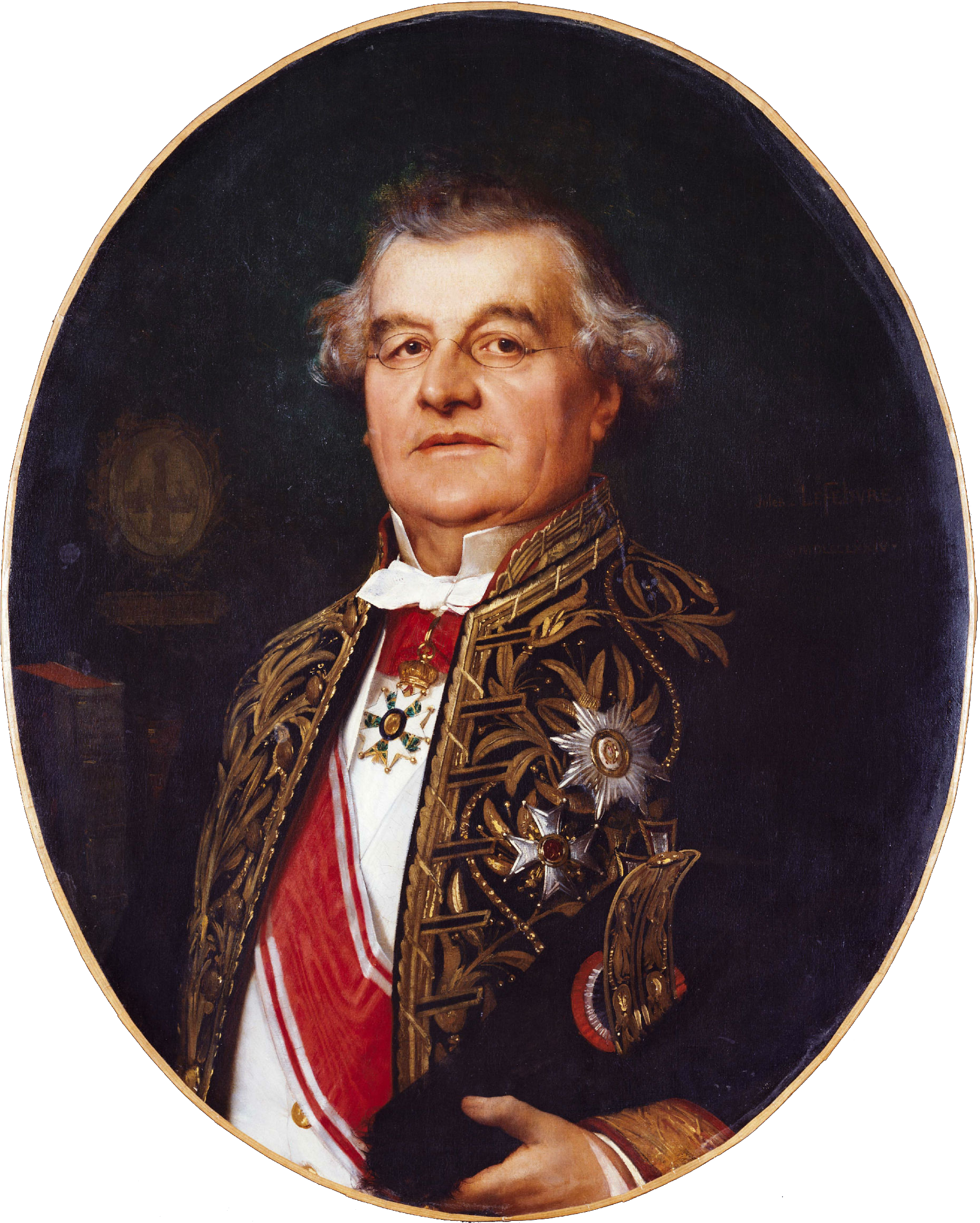
Portrait de Léonce Reynaud, 1870).

Elle porte le nom de l'ingénieur François Léonce Reynaud (1803-1880), directeur de l'École des ponts et chaussées de 1869 à 1874, en raison du voisinage du dépôt des phares, construit et dirigé par lui.

## Historique
Cette voie est ouverte en 1884 et prend sa dénomination actuelle par un arrêté du 10 novembre 1885.

## Bâtiments remarquables et lieux de mémoire

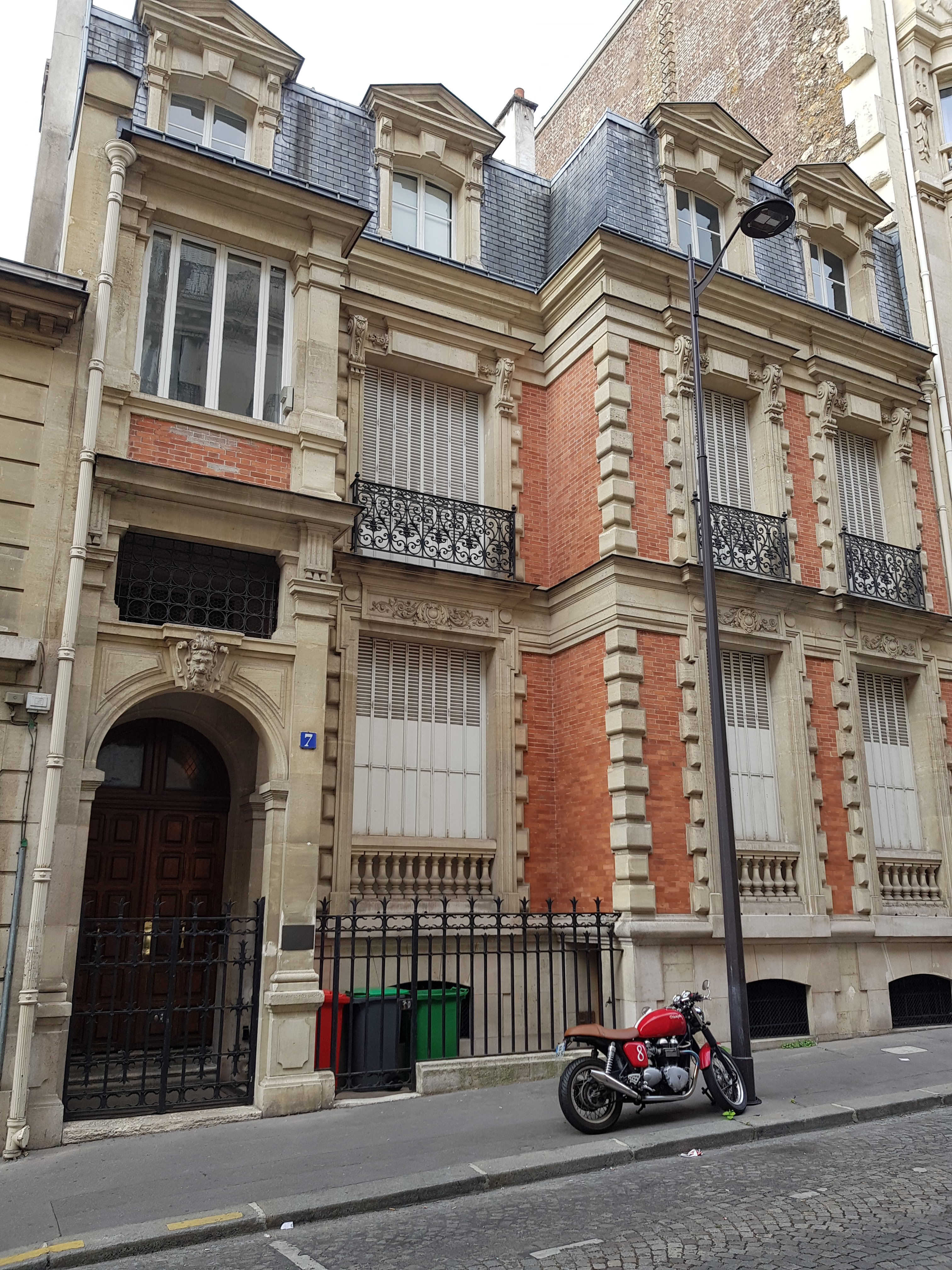
No 7.

- No 3 : fondation Pierre-Bergé - Yves-Saint-Laurent, ancienne maison de couture d'Yves Saint-Laurent.
- No 7 : hôtel particulier qui accueillait la légation du royaume de Serbie dans les années 1900[2].

Actuellement siège de Gucci France.